# Eduard Sekler (Architekt)
Eduard Franz Sekler (* 30. September 1920 in Wien; † 1. Mai 2017 in Cambridge, Massachusetts) war ein österreichischer Architekt, Architekturhistoriker und Hochschullehrer an der Harvard University.

## Leben
Eduard Sekler besuchte das Schottengymnasium, wo er 1938 maturierte. Nach dem Militärdienst 1939/40 studierte er von 1941 bis 1945 Architektur an der Technischen Hochschule Wien, wo er nach Abschluss des Studiums bis 1954 als Assistent an der Lehrkanzel für Baugeschichte und Bauaufnahme I bei Karl Holey sowie am Institut für Baukunst bei Professor Engelhardt tätig war. 1946/47 besuchte er mit einem British Council Stipendium in London an der School of Planning and Regional Research einen Spezialkurs für Wiederaufbau und Städteplanung, 1947/48 studierte er am Warburg Institute unter anderem bei Rudolf Wittkower in London Baugeschichte. Das Studium schloss er 1948 als PhD der Kunstgeschichte mit einer Dissertation zur Entwicklung des Stiegenhauses in der britischen Architektur ab.
Ab 1945 hatte er sein eigenes Architekturbüro, ab 1954 war er Gastprofessor an der Harvard University, wo er ab 1960 ordentlicher Professor war. Von 1962 bis 1965 lehrte er am Carpenter Center for the Visual Arts, dem er von 1966 bis 1976 als Direktor vorstand. Ab 1951 war UNESCO-Konsulent für Denkmalpflege, unter anderem widmete er sich der Erhaltung des kulturellen Erbes im Kathmandutal. So war er von 1990 bis 1996 Vorsitzender des Kathmandu Valley Preservation Trust und anschließend Ehrenvorsitzender. Für die Gemeinde Wien errichtete er mehrere Wohnhausanlagen, nach dem Zweiten Weltkrieg war er an der Restaurierung der durch Fliegerbomben beschädigten Kirche am Leopoldsberg sowie von Burg Wartenstein beteiligt.

## Auszeichnungen (Auswahl)
- 1968: Mitglied der American Academy of Arts and Sciences
- 1970: Österreichisches Ehrenkreuz für Wissenschaft und Kunst I. Klasse[3]
- 1983: Preis der Stadt Wien für Geisteswissenschaften[3]
- 1988: Ehrendoktorat der ETH Zürich
- 1990: Jean-Tschumi-Preis
- 1995: Goldenes Ehrenzeichen für Verdienste um das Land Wien
- 1995: Ehrenmitglied der Österreichischen Gesellschaft für Denkmal- und Ortsbildpflege
- 2005: Österreichisches Ehrenzeichen für Wissenschaft und Kunst[4]
- 2012: Ehrenmitglied der Wiener Secession
- Mitglied der Europäischen Akademie der Wissenschaften und Künste

## Bauten (Auswahl)
- 1949–1950: Wohnhausanlage der Gemeinde Wien, Wien 23, Ketzergasse 42
- 1950–1954: Freiheitssiedlung, Wien 17, Rosenackerstraße 19–21 / Steinmüllergasse 23–27 / Goldscheidgasse (mit Franz Lax und Herbert Prehsler)
- 1957–1959: Wohnhausanlage der Gemeinde Wien, Franz-Adelpoller-Hof, Wien 3, Fiakerplatz / Gestettengasse 12–22 (mit Herbert Prehsler und Anton Valentin)
- 1959–1961: Wohnhausanlage der Gemeinde Wien, Wien 3, Leonhardgasse 7–13, (mit Herbert Prehsler)
- 1964–1968: Wohnhausanlage der Gemeinde Wien, Wien 22, Wagramer Straße 95 / Lenkgasse 2 (mit Herbert Prehsler)

## Publikationen (Auswahl)
- 1951: Annus mirabilis: Zeitgemäße Gedanken zu einer Wiederaufbauplanung der Vergangenheit, Dokumentationszentrum für Technik und Wirtschaft, Wien 1951
- 1952: Das Punkthaus im europäischen Wohnungsbau, Dokumentationszentrum für Technik und Wirtschaft, Wien 1952
- 1956: Wren and His Place in European Architecture, MacMillan and Company 1956
- 1978: Le Corbusier at Work: The Genesis of the Carpenter Center for the Visual Arts, Harvard University Press, ISBN 978-0-674-52059-2.
- 1982: Josef Hoffmann: das architektonische Werk. Monographie und Werkverzeichnis, Residenz-Verlag, Salzburg/Wien, 1982, ISBN 978-3-7017-0306-7.
- 1988: Die Architektur und die Zeit, Eidgenössische Technische Hochschule Zürich, Abteilung für Architektur, Verlag der Fachvereine, Zürich 1988, ISBN 978-3-7281-1628-4.